# Amphipsalta zelandica
Espèce
Synonymes
- Cicada zelandica  Boisduval, 1835
- Cicada zealandica Walker, 1850
- Cicada zeylandica Walker, 1858
- Cicadetta zealandica Kirkaldy, 1909
- Melampsalta zelandica
- Amphipsalta zealandica

Amphipsalta zelandica est l'espèce de cigales la plus répandue en Nouvelle-Zélande, où elle est endémique et présente dans la plupart des régions. Elle vit généralement dans les forêts et les zones de brousse ouverte, où les restes de peaux de ses nymphes peuvent être observés sur les troncs et les branches des arbres pendant les mois d'été. Les mâles produisent à l'unisson leur chant, qui peut atteindre des proportions assourdissantes au plus fort de leur population vers février. Des groupes de cigales peuvent soudain passer du son typique des cigales à des clics synchronisés, utilisant leurs ailes pour frapper la surface sur laquelle elles sont posées.

## Description
Ces cigales ont un stade de nymphe avant leur dernière mue (celle qui les rend adultes). À ce stade de nymphe, elles sont d'un blanc crémeux et ressemblent beaucoup à leur forme adulte (mais sans ailes). Les adultes font généralement plus de 2 cm de long, les plus grands spécimens mesurant jusqu'à 4 cm, ailes comprises. Les ailes d’Amphipsalta zelandica n'apparaissent qu'après leur dernière mue : elles sont membraneuses, veinées, et filtrent la lumière ultraviolette. Leur envergure est d'environ 6 cm.
La couleur d’Amphipsalta zelandica peut être noire/verte/marron et beaucoup ont des rayures le long du corps. Leurs antennes ont sept segments, le dernier étant resserré au milieu. Les cigales mâles adultes diffèrent des femelles par leur gaine reproductrice, les femelles n'ayant pas les extensions en forme de doigt des mâles.

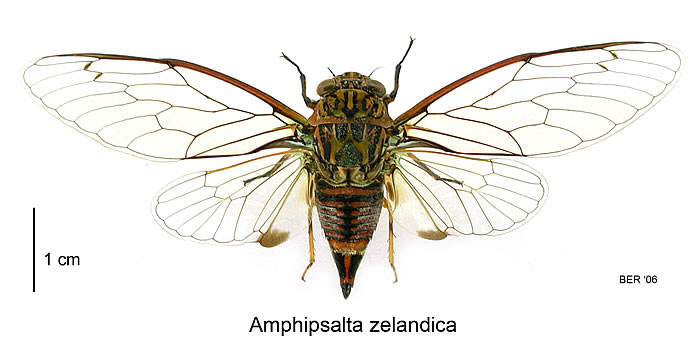
Amphipsalta zelandica vue de dessus.
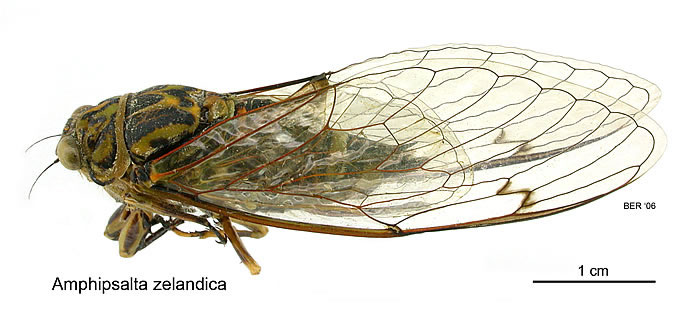
A. zelandica vue de côté.

Le chant des cigales est le bruit le plus fort émis par un insecte. Les mâles d’Amphipsalta zelandica produisent un chant spécifique à leur espèce, qui permet de les identifier. Un groupe d'impulsions est composé de cinq clics, avec le clic central (troisième clic) plus fort que les quatre autres. Le clic central peut se transformer en deux clics si la cigale est fatiguée et n'a plus d'énergie. Ces clics sont faits par la cigale en frappant ses ailes contre la surface sur laquelle elle est posée. Ces groupes d'impulsions peuvent être produits rapidement et en continu pendant que les mâles chantent en chœur.

## Alimentation et recherche de nourriture

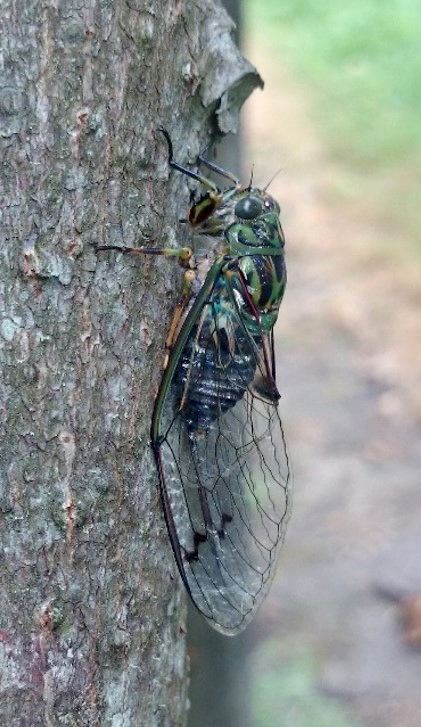
A. zelandica adulte.

Les adultes et les immatures se nourrissent tous deux de sève de xylème fabriquée par les plantes. Cette sève est pauvre en nutriments et ne contient pas tous les acides aminés nécessaires, mais pour compenser cela les cigales utilisent une bactérie endosymbiotique pour leur fournir les nutriments manquants. Ce mode d'alimentation fait d’Amphipsalta zelandica un phytophage généraliste, qui se nourrit au détriment de toute gamme de plantes hôtes. Le système racinaire des vergers fournit une bonne source de nourriture pour les nymphes qui vivent dans le sol.

## Distribution
Amphipsalta zelandica est endémique de Nouvelle-Zélande. Les espèces les plus étroitement apparentées se trouvent en Australie, en Nouvelle-Calédonie et sur l'île Norfolk. Cependant, certaines études sur la faune néo-zélandaise montrent que celle-ci proviennent de plusieurs invasions à travers la mer de Tasman depuis l'Australie ou la Nouvelle-Calédonie.

### En Nouvelle-Zélande
Amphipsalta zelandica est fréquente dans les villes et les cités. Elle est répartie dans tout le pays, commune dans l'île du Nord, certaines zones côtières de l'île du Sud, le centre d'Otago et certaines parties de Canterbury.

### Préférences d'habitat
Amphipsalta zelandica est commune dans les forêts ouvertes et les bois, mais aussi parfois sur les bâtiments, les clôtures ou les lampadaires. Elle préfère les environnements subtropicaux, subhumides et tempérés.

## Aspects culturels

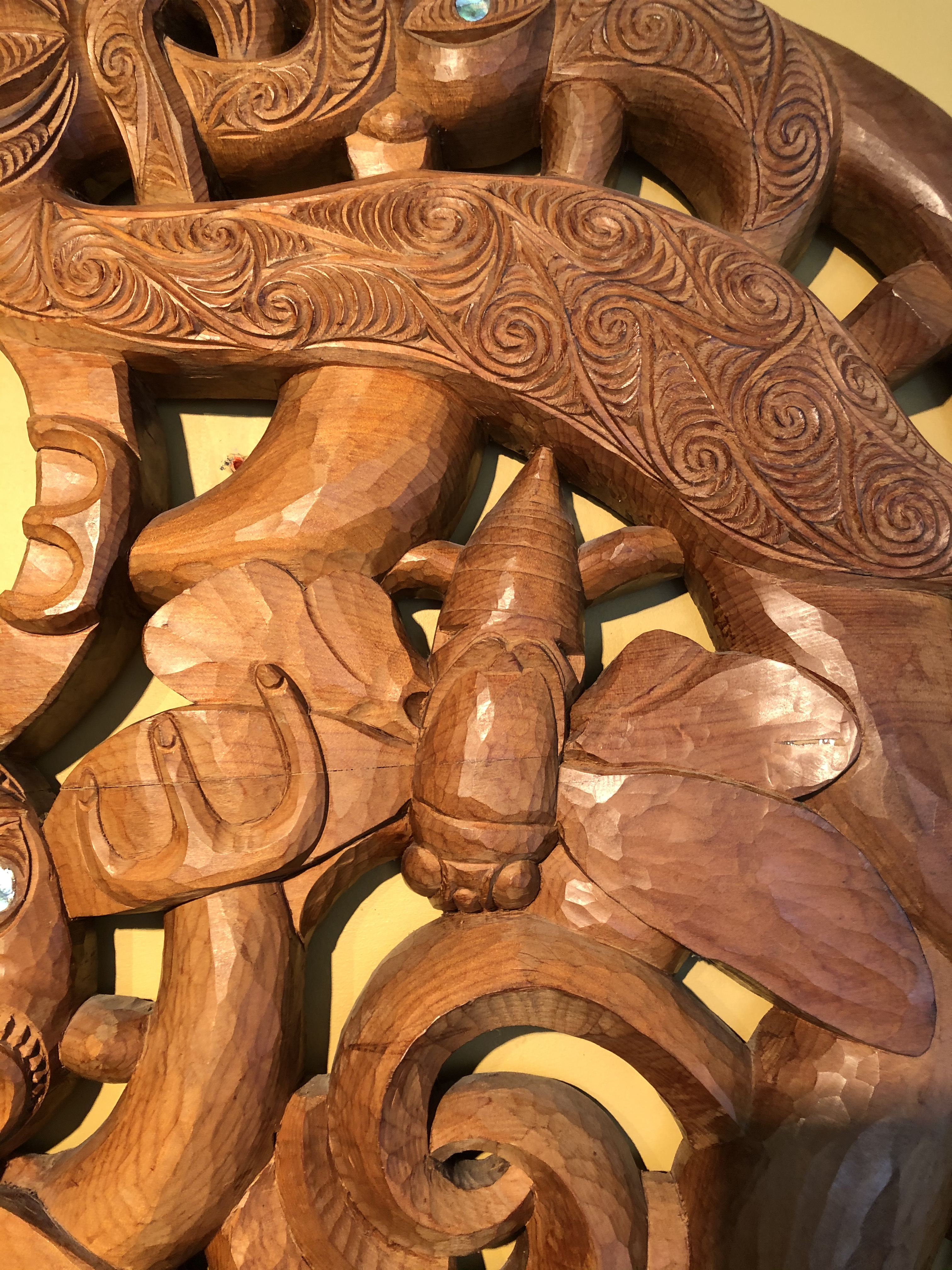
A. zelandica sculptée sur le linteau d'une maison commune maori exposé dans la à Auckland.

Le nom maori de cette cigale est kihikihi wawa, matua kihikihi ou ngengeti. Un haka maori et chanson folklorique, Te Tarakihi (la cigale), est basé sur son chant strident d'été.

## Cycle biologique/phénologie

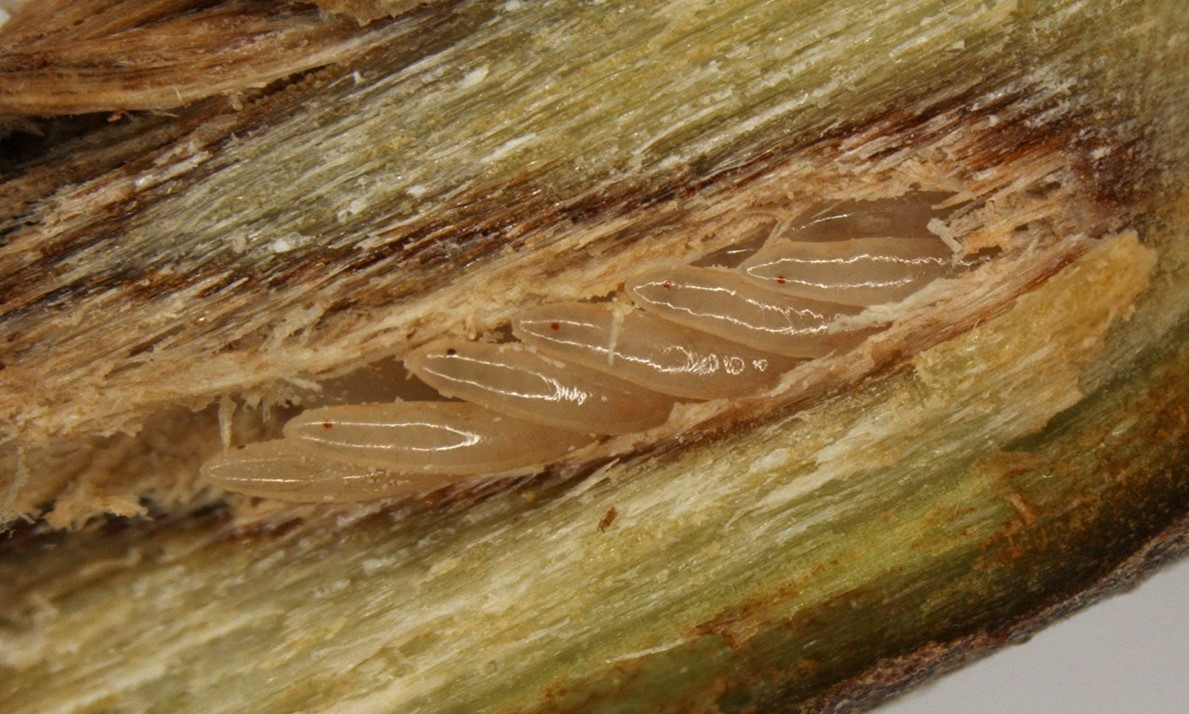
Œufs d’A. zelandica pondus dans une tige de kiwi.

L'accouplement est déclenché par le chant des mâles, qui facilite le rassemblement de nombreux mâles et femelles. Les mâles se font concurrence pour produire le son le plus fort et le meilleur, et chantent plus fort lorsque le temps est plus chaud. Ils se battent parfois. L'accouplement est silencieux, habituellement sur un tronc d'arbre. Les cigales adultes ont une durée de vie  courte, de seulement deux à trois semaines, car elles meurent après l'accouplement. Les femelles pondent leurs œufs dans de fines branches d'un large éventail de plantes. Elles pondent de 5 à 700 œufs, chacun de la taille d'un grain de riz, disposés en chevrons .
Les œufs mettent 3 à 10 mois pour se développer et éclore. L'éclosion a lieu de mai à la mi-décembre. Après celle-ci, les larves s'enfouissent dans le sol, où elles grandissent, développent leurs organes et grossissent. Ce processus et la transformation en nymphes se produisent pendant les mois de printemps et d'hiver. Pendant cette période, les nymphes se nourrissent de la sève des racines et d'autres organismes souterrains. Le stade nymphal de la cigale peut durer de 25 à 44 mois.
Une fois que les nymphes ont atteint leur taille maximale, elles émergent du sol et grimpent sur les troncs d'arbres pour muer. C'est la transformation qui les transforme  en cigales adultes. Cela se produit les nuits d'été de la mi-décembre à la fin février. Une fois sorties de leur dernière exuvie, leurs ailes se déploient et elles attendent qu'elles durcissent avant de pouvoir s'envoler.
La durée médiane de leur cycle de vie total est d'environ quatre ans, de l'œuf à la mort naturelle de l'adulte.

## Prédateurs, parasites et maladies

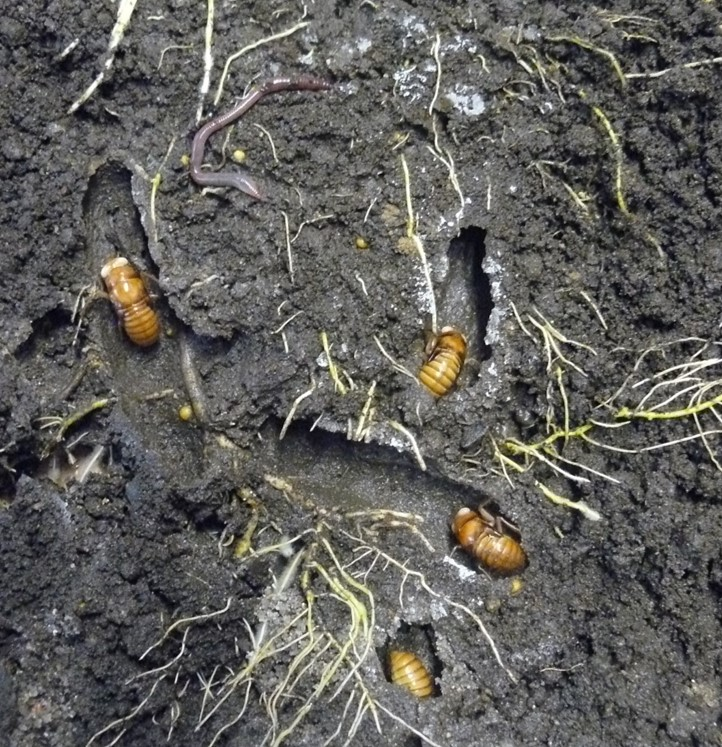
Nymphes d’A. zelandica du stade final dans le sol.

Amphipsalta zelandica  a un certain nombre de prédateurs mais peu de parasites connus. Au stade adulte, les cigales sont tuées par des guêpes (notamment Vespula vulgaris), des oiseaux, des araignées et des maladies fongiques. Au stade nymphe, elle peut être tuée par des coléoptères ou des maladies fongiques. Des guêpes parasitoïdes pondent des œufs dans les œufs de la cigale.